# Kompakter Raum
Kompaktheit ist ein zentraler Begriff des mathematischen Teilgebiets der Topologie. Es handelt sich um eine Eigenschaft, die einem topologischen Raum zukommt oder nicht. Sie kommt  bei vielen mathematischen Untersuchungen zum Tragen – oft auch in abgeschwächter Form als Lindelöf-Eigenschaft oder Parakompaktheit. Lokalkompaktheit ist im Falle von Hausdorff-Räumen ebenfalls eine abgeschwächte Bedingung.
Ein kompakter topologischer Raum wird – je nach Kontext – einfach kompakter Raum oder auch Kompaktum genannt. Handelt es sich dabei um einen kompakten Unterraum innerhalb eines topologischen Raumes, so spricht man oft nur von einer kompakten (Teil)menge,  ohne die Unterraumtopologie  eigens zu erwähnen.
Wichtige Beispiele für kompakte Mengen sind abgeschlossene und beschränkte Teilmengen des Euklidischen Raums {\displaystyle \mathbb {R} ^{n}} wie etwa das Einheitsintervall {\displaystyle [0,1]\subset \mathbb {R} } oder die Polyeder oder auch die Einheitssphäre {\displaystyle S^{n-1}\subset \mathbb {R} ^{n}}.
Einfache Beispiele für Nicht-Kompaktheit bilden die unendliche Teilmengen der Menge der natürlichen Zahlen {\displaystyle \mathbb {N} \subset \mathbb {R} } (nicht beschränkt!) oder auch jedes halboffene Intervalle der Form {\displaystyle \left[a,b\right[\subset \mathbb {R} } (nicht abgeschlossen!).

## Definition

### Kompaktheit im Euklidischen Raum
Eine Teilmenge des euklidischen Raums {\displaystyle \mathbb {R} ^{n}} heißt kompakt, wenn sie abgeschlossen und beschränkt ist. Für diese spezielle Definition gilt der Satz von Heine-Borel:
Eine Teilmenge des {\displaystyle \mathbb {R} ^{n}} ist genau dann kompakt, wenn jede offene Überdeckung der Teilmenge eine endliche Teilüberdeckung enthält.
Der Satz von Heine-Borel motiviert die folgende Verallgemeinerung der Definition der Kompaktheit auf topologische Räume.

### Kompaktheit in topologischen Räumen
Ein topologischer Raum {\displaystyle (X,{\mathcal {T}})} heißt kompakt, wenn jede offene Überdeckung
{\displaystyle X=\bigcup _{i\in I}U_{i}\quad {\textrm {mit}}\quad U_{i}\in {\mathcal {T}}}
eine endliche Teilüberdeckung
{\displaystyle X=U_{i_{1}}\cup U_{i_{2}}\cup \dotsb \cup U_{i_{n}}{\text{ mit }}i_{1},\dotsc ,i_{n}\in I}
besitzt.:105
Eine Teilmenge {\displaystyle M} eines topologischen Raums {\displaystyle (X,{\mathcal {T}})} heißt kompakt, wenn jede offene Überdeckung
{\displaystyle M\subseteq \bigcup _{i\in I}U_{i}\quad {\textrm {mit}}\quad U_{i}\in {\mathcal {T}}}
eine endliche Teilüberdeckung
{\displaystyle M\subseteq U_{i_{1}}\cup U_{i_{2}}\cup \dotsb \cup U_{i_{n}}{\text{ mit }}i_{1},\dotsc ,i_{n}\in I}
besitzt. Die beiden Begriffe sind kompatibel. Eine Teilmenge eines topologischen Raumes ist genau dann kompakt, wenn sie als topologischer Raum mit der Teilraumtopologie kompakt ist.:105
Einige Autoren, wie beispielsweise Nicolas Bourbaki:105, verwenden für die hier definierte Eigenschaft den Begriff quasikompakt und reservieren den Begriff kompakt für kompakte Hausdorff-Räume. Manche Autoren nennen die Kompaktheit zur klareren Abgrenzung von der Folgenkompaktheit auch Überdeckungskompaktheit.

### Kompaktheit metrischer Räume
Metrische Räume sind ein topologische Räume, für die sich die Eigenschaft der Kompaktheit auf vielfältige Art und Weise charakterisieren lässt. Es gilt nämlich für jeden metrischen Raum {\displaystyle X} die Gleichwertigkeit der folgenden Aussagen:

 (1.) {\displaystyle X} ist kompakt.
 (2.) {\displaystyle X} ist vollständig und totalbeschränkt.
 (3.) Jede in {\displaystyle X} gelegene Folge enthält eine konvergente Teilfolge.
 (4.) Jede unendliche Teilmenge von {\displaystyle X} besitzt mindestens einen Häufungspunkt.
 (5.) Jede stetige reellwertige Funktion {\displaystyle f\colon X\to \mathbb {R} } ist  beschränkt.
 (6.) Jede abgeschlossene diskrete Teilmenge von {\displaystyle X} ist endlich.
Dies bedeutet insbesondere, dass für einen metrischen Raum {\displaystyle X} stets auch die Eigenschaften der Kompaktheit, der Folgenkompaktheit und der Abzählbaren Kompaktheit völlig gleichwertig sind.
Darüber hinaus gilt noch die folgende auf Georg Cantor zurückgehende Charakterisierung, die oft als cantorscher Durchschnittssatz bezeichnet wird:

Ein metrischer Raum {\displaystyle X} ist dann und nur dann kompakt, wenn er die folgende Eigenschaft aufweist:
Jede monoton fallende Mengenfolge
{\displaystyle (A_{n})_{n=1,2,3,\ldots \infty }} ,
die aus lauter nichtleeren abgeschlossenen Teilmengen  von {\displaystyle X} besteht, hat nichtleeren Durchschnitt:
{\displaystyle \bigcap _{n=1,2,3,\ldots \infty }{A_{n}}\neq \emptyset } .

## Geschichte
Um das Jahr 1900 waren die Gleichwertigkeit der folgenden Charakterisierungen kompakter Teilmengen {\displaystyle A} des {\displaystyle \mathbb {R} ^{n}} bekannt:
1. Die Teilmenge {\displaystyle A} ist beschränkt und abgeschlossen.
2. Jede Teilmenge von {\displaystyle A} mit unendlich vielen Elementen hat wenigstens einen Häufungspunkt. (Satz von Bolzano-Weierstraß)
3. Jede Folge in {\displaystyle A} besitzt eine in {\displaystyle A} konvergente Teilfolge. (Satz von Bolzano-Weierstraß)
4. Jede offene Überdeckung von {\displaystyle A} hat eine endliche Teilüberdeckung. (Satz von Heine-Borel)

Die erste Charakterisierung ist abhängig von der gewählten Metrik. Die anderen drei Charakterisierungen hingegen lassen sich auf beliebige topologische Räume übertragen und bieten somit eine Möglichkeit einen Kompaktheitsbegriff für topologische Räume zu definieren. Maurice René Fréchet nannte 1906 Teilmengen metrischer Räume kompakt, die die zweite Eigenschaft erfüllten. Diese Definition wurde später auf topologische Räume übertragen. Man nannte also die im heutigen Sinne abzählbar kompakten Räume damals kompakt. Pawel Sergejewitsch Alexandrow und Pawel Samuilowitsch Urysohn führten 1924 den heutigen Kompaktheitsbegriff im Sinne der vierten Eigenschaft ein. Räume, die diese Eigenschaft erfüllten, nannten sie bikompakt. Diese Kompaktheitsdefinition setzte sich allerdings erst um 1930 durch, als Andrei Nikolajewitsch Tichonow bewies, dass beliebige Produkte bikompakter Räume wieder bikompakte Räume ergeben. Dieses Resultat ist heute als Satz von Tychonoff bekannt. Für abzählbar kompakte und folgenkompakte Räume (Eigenschaft drei) gilt dies nicht.:330

## Von Endlichkeit zu Kompaktheit

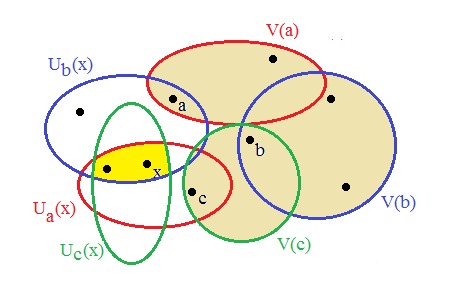
Der Punkt wird von getrennt.

Ein wichtiger Grund für die Betrachtung kompakter Räume ist, dass sie in mancher Hinsicht als Verallgemeinerung von endlichen topologischen Räumen gesehen werden können, insbesondere sind auch alle endlichen Räume kompakt. Es gibt viele Ergebnisse, die sich leicht für endliche Mengen beweisen lassen, deren Beweise dann mit kleinen Änderungen auf kompakte Räume zu übertragen sind. Hier ein Beispiel:
Wir setzen voraus, dass {\displaystyle X} ein Hausdorff-Raum ist, {\displaystyle x} ein Punkt aus {\displaystyle X} und {\displaystyle A} eine endliche Teilmenge von {\displaystyle X}, die {\displaystyle x} nicht enthält. Dann können wir {\displaystyle x} und {\displaystyle A} durch Umgebungen trennen: für jedes {\displaystyle a} aus {\displaystyle A} seien {\displaystyle U_{a}(x)} und {\displaystyle V(a)} disjunkte Umgebungen, die jeweils {\displaystyle x} bzw. {\displaystyle a} enthalten. Dann sind die Schnittmenge aller {\displaystyle U_{a}(x)} und die Vereinigung aller {\displaystyle V(a)} die benötigten Umgebungen von {\displaystyle x} und {\displaystyle A}.
Ist {\displaystyle A} nicht endlich, gilt der Beweis nicht mehr, da der Durchschnitt von unendlich vielen Umgebungen keine Umgebung mehr sein muss. Für den Fall, dass {\displaystyle A} kompakt ist, lässt sich die Beweisidee aber wie folgt übertragen:
Wir setzen wieder voraus, dass {\displaystyle X} ein Hausdorff-Raum ist, {\displaystyle x} ein Punkt aus {\displaystyle X} und {\displaystyle A} eine kompakte Teilmenge von {\displaystyle X}, die {\displaystyle x} nicht enthält. Dann können wir {\displaystyle x} und {\displaystyle A} durch Umgebungen trennen: für jedes {\displaystyle a} aus {\displaystyle A} seien {\displaystyle U_{a}(x)} und {\displaystyle V(a)} disjunkte offene Umgebungen, die jeweils {\displaystyle x} bzw. {\displaystyle a} enthalten. Da {\displaystyle A} kompakt ist und von den offenen Mengen {\displaystyle V(a)} überdeckt wird, gibt es endlich viele Punkte {\displaystyle a_{1},\ldots ,a_{n}\in A} mit {\displaystyle A\subseteq V(a_{1})\cup \ldots \cup V(a_{n})}. Dann sind die Schnittmenge aller {\displaystyle U_{a_{i}}(x)} und die Vereinigung aller {\displaystyle V(a_{i})}, {\displaystyle i=1,\ldots ,n}, die benötigten Umgebungen von {\displaystyle x} und {\displaystyle A}.
Man sieht an diesem Beispiel, wie die Kompaktheit verwendet wird, um von möglicherweise unendlich vielen Umgebungen auf endlich viele zu kommen, mit denen dann der bekannte Beweis für endliche Mengen fortgeführt werden kann. Viele Beweise und Sätze über kompakte Mengen folgen diesem Muster.

## Beispiele

### Kompakte Räume
- Betrachtet man das geschlossene Einheits-Intervall {\displaystyle [0,1]} als Teilmenge von {\displaystyle \mathbb {R} } versehen mit der Standardtopologie, so ist das Intervall ein kompakter, topologischer Raum. Ebenfalls kompakt sind die {\displaystyle n}-Kugeln und {\displaystyle n-1}-Sphären betrachtet als Teilmengen der {\displaystyle \mathbb {R} ^{n}} versehen mit der Standardtopologie für beliebige natürliche Zahlen {\displaystyle n}.
- Alle topologischen Räume mit endlicher Topologie, z. B. endliche Räume, sind kompakt.
- Für eine natürliche Zahl {\displaystyle p>1} betrachte die Menge {\displaystyle p^{\mathbb {N} }} aller Folgen mit Werten aus {\displaystyle \{0,\dotsc ,p-1\}}. Auf dieser Menge kann man eine Metrik {\displaystyle d} definieren, indem man {\displaystyle d((x_{k}),(y_{k})):=p^{-m}} setzt, wobei {\displaystyle m:=\inf\{k\in \mathbb {N} :x_{k}\neq y_{k}\}}. Ist {\displaystyle (x_{k})=(y_{k})}, so sei {\displaystyle d((x_{k}),(y_{x})):=0}. Aus dem Satz von Tychonoff (siehe unten) folgt, dass der durch diese Metrik induzierte topologische Raum kompakt ist. Diese Konstruktion kann für jede endliche Menge durchgeführt werden, nicht nur für {\displaystyle \{0,\dotsc ,p-1\}}. Der entstehende metrische Raum ist dabei sogar ultrametrisch. Es gilt folgendes:
  - Ist {\displaystyle p=2}, dann ist die Abbildung {\displaystyle (x_{1},x_{2},\dotsc )\mapsto 2(x_{1}3^{-1}+x_{2}3^{-2}+x_{3}3^{-3}+\dotsb )} ein Homöomorphismus von {\displaystyle 2^{\mathbb {N} }} in die Cantor-Menge.
  - Ist {\displaystyle p} eine Primzahl, dann ist die Abbildung {\displaystyle (x_{1},x_{2},\dotsc )\mapsto (x_{1}p^{0}+x_{2}p^{1}+x_{3}p^{2}+\dotsb )} ein Homöomorphismus von {\displaystyle p^{\mathbb {N} }} in die {\displaystyle p}-adischen ganzen Zahlen.
- Das Spektrum eines beliebigen stetigen linearen Operators auf einem Hilbertraum ist eine kompakte Teilmenge der Komplexen Zahlen.
- Das Spektrum eines beliebigen kommutativen Ringes oder einer booleschen Algebra ist ein kompakter Raum mit der Zariski-Topologie.
- Weitere Beispiele für das Vorkommen kompakter Mengen in der Funktionalanalysis gewinnt man im Zusammenhang mit dem Satz von Banach-Alaoglu, dem Satz von Kolmogorow-Riesz, dem Satz von Arzelà-Ascoli, dem Satz von Dini oder dem Kompaktheitskriterium von James.

### Nicht kompakte Räume
- Die reellen Zahlen {\displaystyle \mathbb {R} } versehen mit der Standardtopologie sind nicht kompakt. Ebenfalls nicht kompakt sind das halboffene Intervall {\displaystyle [0,1[}, die ganzen Zahlen {\displaystyle \mathbb {Z} } oder die natürlichen Zahlen {\displaystyle \mathbb {N} } betrachtet als Teilmengen von {\displaystyle \mathbb {R} }. Versieht man jedoch beispielsweise {\displaystyle \mathbb {N} } mit der trivialen Topologie {\displaystyle {\mathcal {T}}:=\{\emptyset ,\mathbb {N} \}}, so ist {\displaystyle (\mathbb {N} ,{\mathcal {T}})} kompakt. Ob eine Menge kompakt ist, hängt daher im Allgemeinen von der gewählten Topologie ab.
- Die abgeschlossene Einheitskugel des Raumes {\displaystyle \ell ^{\infty }=L^{\infty }(\mathbb {N} ;\mathbb {R} )} der beschränkten reellen Zahlenfolgen (siehe Lp-Raum) ist nicht kompakt, obwohl sie abgeschlossen und beschränkt ist. Es gilt allgemein, dass die abgeschlossene Einheitskugel in einem normierten Raum genau dann kompakt ist, wenn die Dimension des Raums endlich ist.

## Eigenschaften
- Das Bild einer kompakten Menge unter einer stetigen Funktion ist kompakt. Folglich nimmt eine reellwertige stetige Funktion auf einem nichtleeren Kompaktum ein globales Minimum und ein globales Maximum an.
- Eine stetige Funktion auf einem kompakten metrischen Raum ist gleichmäßig stetig. Diese Aussage ist auch als Satz von Heine bekannt.
- Jede Umgebung eines Kompaktums in einem uniformen Raum ist gleichmäßige Umgebung. Das heißt, es liegt mit einer Nachbarschaft in der Umgebung. Im metrischen Falle heißt dies, dass alle Punkte mit gleich großen Kugeln einer gewählten Größe innerhalb der Umgebung liegen. Die Nachbarschaft kann sogar so gewählt werden, dass das Komplement der Umgebung mit der Nachbarschaft außerhalb des Kompaktums mit der Nachbarschaft liegt.[6]
- Jede unendliche Folge {\displaystyle (a_{n})_{n\in \mathbb {N} }} von Elementen einer kompakten Menge {\displaystyle K\subset E} besitzt einen Häufungspunkt in {\displaystyle K}. Erfüllt {\displaystyle K} das erste Abzählbarkeitsaxiom, so existiert sogar eine in {\displaystyle K} konvergente Teilfolge {\displaystyle (a_{n_{i}})_{i\in \mathbb {N} }}.
 Die Umkehrung gilt jedoch nicht in jedem topologischen Raum, das heißt eine Teilmenge, in der jede Folge eine (in der Teilmenge) konvergente Teilfolge hat (eine solche Teilmenge heißt folgenkompakt, siehe unten), muss nicht kompakt sein. (Ein Beispiel bildet die Menge der abzählbaren Ordinalzahlen {\displaystyle [0,\omega _{1}[} mit der Ordnungstopologie.)
- Eine abgeschlossene Teilmenge eines kompakten Raumes ist kompakt.
- Eine kompakte Teilmenge eines Hausdorff-Raumes ist abgeschlossen (jeder metrische Raum ist ein Hausdorff-Raum).
- Eine nicht-leere kompakte Teilmenge der reellen Zahlen hat ein größtes und ein kleinstes Element (siehe auch Supremum, Infimum).
- Für jede Teilmenge {\displaystyle M} des euklidischen Raumes {\displaystyle \mathbb {R} ^{n}} sind die folgenden drei Aussagen äquivalent (vergleiche Satz von Heine-Borel):
  - {\displaystyle M} ist kompakt, das heißt jede offene Überdeckung von {\displaystyle M} hat eine endliche Teilüberdeckung.
  - Jede Folge in der Menge {\displaystyle M} hat eine in {\displaystyle M} konvergente Teilfolge (also mindestens einen Häufungspunkt).
  - Die Menge {\displaystyle M} ist abgeschlossen und beschränkt.
- Ein metrischer Raum ist genau dann kompakt, wenn er vollständig und total beschränkt ist.
- Ein diskreter Raum ist genau dann kompakt, wenn er endlich ist.
- Das Produkt einer beliebigen Klasse von kompakten Räumen ist kompakt in der Produkttopologie. (Satz von Tychonoff – dies ist äquivalent zum Auswahlaxiom)
- Ein kompakter Hausdorff-Raum ist normal.
- Jede stetige bijektive Abbildung von einem kompakten Raum auf einen Hausdorff-Raum ist ein Homöomorphismus.
- Ein metrischer Raum ist genau dann kompakt, wenn jede Folge in dem Raum eine konvergente Teilfolge mit ihrem Grenzwert in dem Raum hat.
- Ein topologischer Raum ist genau dann kompakt, wenn jedes Netz auf dem Raum ein Teilnetz hat, das einen Grenzwert in dem Raum hat.
- Ein topologischer Raum ist genau dann kompakt, wenn jeder Filter auf dem Raum eine konvergente Verfeinerung besitzt.
- Ein topologischer Raum ist genau dann kompakt, wenn jeder Ultrafilter auf dem Raum konvergiert.
- Ein topologischer Raum kann genau dann in einen kompakten Hausdorff-Raum eingebettet werden, wenn er ein Tychonoff-Raum ist.
- Jeder topologische Raum {\displaystyle X} ist ein dichter Unterraum eines kompakten Raumes, der höchstens einen Punkt mehr besitzt als {\displaystyle X}. (Siehe auch Alexandroff-Kompaktifizierung.)
- Ein metrisierbarer Raum {\displaystyle X} ist genau dann kompakt, wenn jeder zu {\displaystyle X} homöomorphe metrische Raum vollständig ist.
- Falls der metrische Raum {\displaystyle X} kompakt ist und eine offene Überdeckung von {\displaystyle X} gegeben ist, dann existiert eine Zahl {\displaystyle \delta >0}, so dass jede Teilmenge von {\displaystyle X} mit Durchmesser {\displaystyle {}<\delta } in einem Element der Überdeckung enthalten ist. (Lemma von Lebesgue)
- Jeder kompakte Hausdorffraum lässt genau eine uniforme Struktur zu, die die Topologie induziert. Die Umkehrung gilt nicht.[7]
- Falls ein topologischer Raum eine Subbasis hat, so dass jede Überdeckung des Raumes durch Elemente der Subbasis eine endliche Teilüberdeckung hat, so ist der Raum kompakt. (Alexanders Subbasis-Satz)
- Zwei kompakte Hausdorff-Räume {\displaystyle X_{1}} und {\displaystyle X_{2}} sind genau dann homöomorph, wenn ihre Ringe von stetigen reell-wertigen Funktionen {\displaystyle C(X_{1})} und {\displaystyle C(X_{2})} isomorph sind.

## Andere Formen von Kompaktheit
Es gibt einige topologische Eigenschaften, die äquivalent zur Kompaktheit in metrischen Räumen sind, aber nicht äquivalent in allgemeinen topologischen Räumen:
- Folgenkompakt: Jede Folge hat eine konvergente Teilfolge.
- ω-beschränkt: Jede abzählbare Teilmenge ist in einer kompakten Teilmenge enthalten.
- Abzählbar kompakt: Jede abzählbare offene Überdeckung hat eine endliche Teilüberdeckung. (Oder, äquivalent, jede unendliche Teilmenge hat einen {\displaystyle \omega }-Häufungspunkt.)
- Pseudokompakt: Jede reell-wertige stetige Funktion auf dem Raum ist beschränkt.
- Schwach abzählbar kompakt: Jede unendliche Teilmenge hat einen Häufungspunkt.
- Eberlein-kompakt: Der Raum ist homöomorph zu einer schwach-kompakten Teilmenge eines Banachraums.

Während diese Konzepte für metrische Räume äquivalent sind, gibt es im Allgemeinen folgende Beziehungen:
- Kompakte Räume sind {\displaystyle \omega }-beschränkt.
- {\displaystyle \omega }-beschränkte Räume sind abzählbar kompakt.
- Folgenkompakte Räume sind abzählbar kompakt.
- Abzählbar kompakte Räume sind pseudokompakt und schwach abzählbar kompakt.
- Eberlein-kompakte Räume sind folgenkompakt.